# Очард Грас Хилс (Кентаки)
Очард Грас Хилс (Кентаки) (енгл. Orchard Grass Hills) град је у америчкој савезној држави Кентаки.

## Демографија
По попису из 2010. године број становника је 1.595, што је 564 (54,7%) становника више него 2000. године.
| Група             | 2000.       | 2010.         |
| Белци             | 961 (93,2%) | 1.397 (87,6%) |
| Афроамериканци    | 46 (4,5%)   | 95 (6,0%)     |
| Азијати           | 8 (0,8%)    | 19 (1,2%)     |
| Хиспаноамериканци | 14 (1,4%)   | 42 (2,6%)     |
| Укупно            | 1.031       | 1.595         |